# مود فاي
مود فاي (بالإنجليزية: Maude Fay)‏ هي مغنية أوبرا ومغنية أمريكية، ولدت في 18 أبريل 1878، وتوفيت في 7 أكتوبر 1964.